# 長洲關公忠義亭

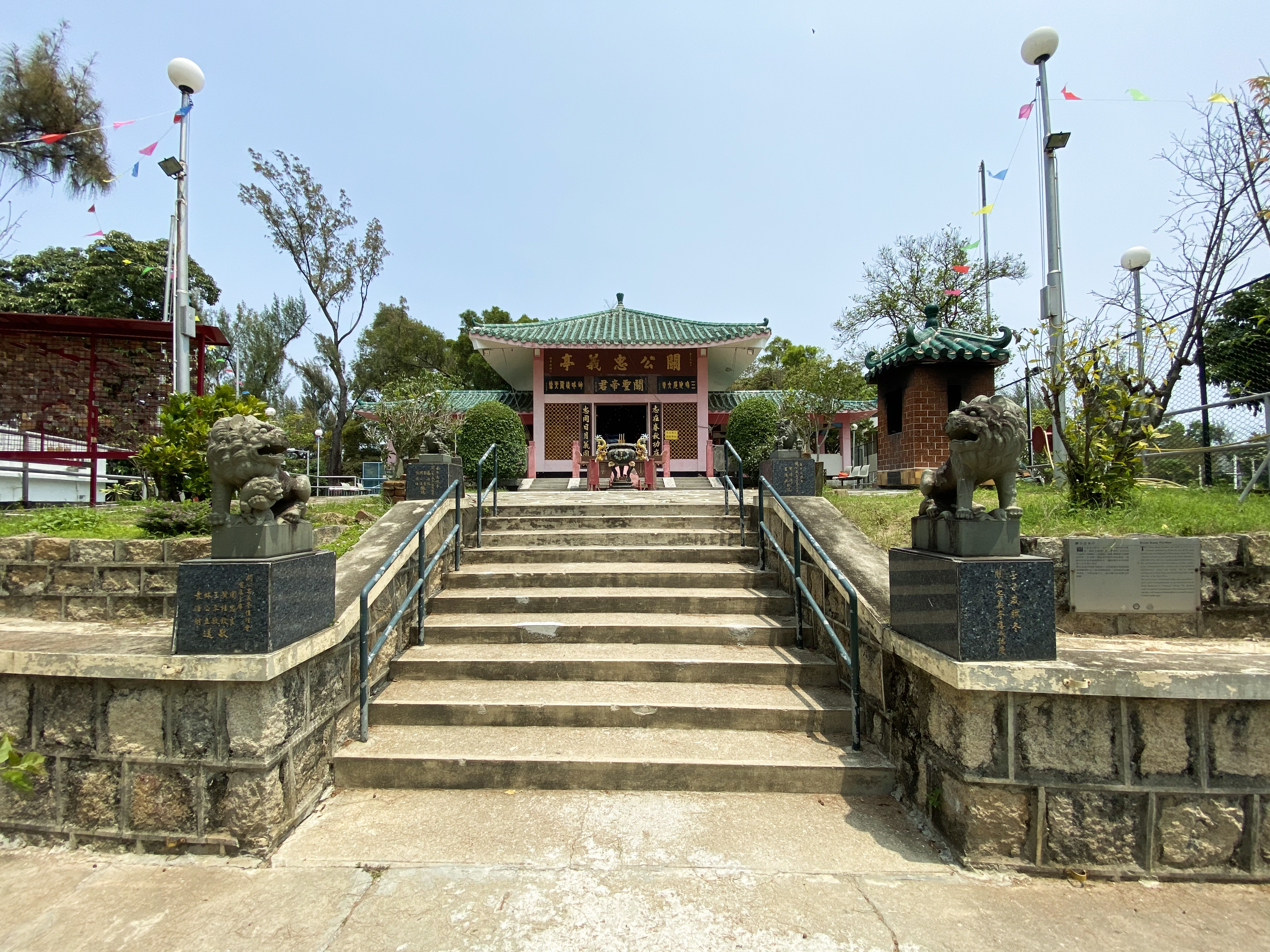
長洲關公忠義亭

長洲關公忠義亭是香港一所關帝廟，位於新界長洲南部的山上，因為建築外觀像亭，故不稱「廟」而改稱「亭」。該處因有櫻花而著名。

## 歷史
關公亭其實是在1960至1970年代，長洲一班親國民黨團體，每年往台灣參加慶祝雙十節時引起的小故事。話說到台中，好像是花蓮，參拜一關公廟。廟主持跟長洲團長談話，問及長洲有否關公廟給人供奉？團長答沒有。廟主持說他廟內有一巨形關公雕像，可送給團長帶回長洲建廟之用。團長同意，立即包裝船運往香港。關公像暫存在長洲一酒樓倉庫內。
團長回長洲後，立即想辦法籌集資金和找地建廟。當時長洲鄉事委員會主席代表向政府爭取地皮建廟。結果政府同意。在當時空置長洲氣象站，一部分撥出來給他們建廟。這個愛國團又要籌款。一位紡織商家把他本來建別墅的材料捐贈出來。至於籌款不是問題。因為關公是黑白道都崇拜的人物。黑白兩道爭住捐錢。今天到關公亭，每一角落，都可以看到有捐銀建廟的人名。
至於廟與亭之爭辯，除了是個亭之外，聞說以為這樣，避開華人廟宇委員會的介入和控制。所以他們成立了長洲關公忠義亭值理會。而地址就是第一屆主席的茶餐廳樓上。
長洲南部的山上本來有一所關帝廟，但日久失修，所以當地居集資興建了關公忠義亭取代，於1973年落成啟用。1975年，長洲關公忠義亭值理會主席何炳釗從台灣引入了35棵山櫻樹，種植在關公忠義亭的兩旁，使該處變成一個櫻花林。直到2000年代，該處尚存約十多棵櫻花樹。

## 特色
關公忠義亭為一亭形建築，全亭漆上紅色，並以青色琉璃瓦為上蓋。亭前有一個香爐，並有一副「志在春秋功在漢，忠同日月義同天」的對聯。亭內供奉的關公像高8呎，由整塊樟木雕刻而成。